# Джоново (Щецинецький повіт)
Джоново (пол. Drzonowo) — село в Польщі, у гміні Білий Бур Щецинецького повіту Західнопоморського воєводства.
Населення — 377 осіб (2011).
У 1975-1998 роках село належало до Кошалінського воєводства.

## Демографія
Демографічна структура станом на 31 березня 2011 року:
|          | Загалом | Допрацездатний вік | Працездатний вік | Постпрацездатний вік |
| -------- | ------- | ------------------ | ---------------- | -------------------- |
| Чоловіки | 192     | 43                 | 129              | 20                   |
| Жінки    | 185     | 38                 | 104              | 43                   |
| Разом    | 377     | 81                 | 233              | 63                   |